# Johnny Giles
Johnny Giles (Dublin, 1940. november 6. – ) ír válogatott labdarúgó, középpályás, edző.

## Pályafutása

### Klubcsapatokban
Giles az angol élvonalbeli Manchester United csapatában kezdett el futballozni; 1957 és 1963 között kilencvenkilend mérkőzésen lépett pályára a csapatban, 1963-ban FA-kupa győztes lett. 1963-ban leigazolta őt a szintén élvonalbeli Leeds United csapata; a klubbal kétszer nyert angol bajnokságot, valamint egy-egy angol kupát, szuperkupát és ligakupát. A klubbal háromszor jutott el a Vásárvárosok kupája döntőjéig; 1967-ben nem sikerült nyerniük a döntőben, azonban 1968-ban és 1971-ben már igen. Giles a Leeds csapatával szerepelt az 1973-as kupagyőztesek Európa-kupája-döntőjében, valamint az 1974–1975-ös bajnokcsapatok Európa-kupájának döntőjében is. 1975-ben az angol másodosztályú West Bromwich Albion csapata szerződtette. Pályafutása végén futballozott még Írországban a Shamrock Rovers, valamint az Egyesült Államokban a Philadelphia Fury csapatában.

### A válogatottban
1959 és 1979 között 59 mérkőzésen öt gólt szerzett az ír válogatottban.

## Sikerei, díjai

### Játékosként
Manchester United
- Angol kupa: 1962–63

 Leeds United
- Angol bajnok (2): 1968–69, 1973–74
- Angol másodosztály: 1963–64
- Angol kupa: 1971–72
- Angol szuperkupa: 1969
- Angol ligakupa: 1967–68
- VVK-győztes (2): 1967–68, 1970–71
- VVK-döntős: 1966–67
- Bajnokcsapatok Európa-kupája döntős: 1974–75

 Shamrock Rovers
- Ír kupa: 1978